# Légendes (jeu de rôle)
Pour les articles homonymes, voir Légende (homonymie).
Légendes est un jeu de rôle français, écrit par Stéphane Daudier, Marc Deladerriere, Philippe Mercier, Jean-Marc Montel, Guillaume Rohmer et publié en 1983 par Jeux Descartes. Lefko en est le dessinateur pour les deux livrets du système de jeu. C'est l'un des trois premiers jeux de rôle de création française, avec L'Ultime Epreuve (publié par Jeux Actuels) et la première version de Mega (hors-série de Jeux et Stratégie).
Le premier coffret commercialisé contenait les deux livrets de règles (dites « de base » et « avancées ») et le livret de civilisation Légendes Celtiques qui traite de la civilisation celte protohistorique. Il a rapidement été complété par un quatrième livret contenant un scénario d'initiation Les Otages sous une couverture figurant un modèle de feuille de personnage.
Le système de jeu était supposé être générique et adaptable à tout contexte historique et/ou imaginaire, mais les univers publiés à ce jour, y compris pour la collection Premières Légendes (voir plus loin), ont tous relevé de la catégorie « historique fantastique ».

## Système de jeu
Le système de jeu comprend un mécanisme de création de personnage très fouillé ainsi qu'un mécanisme de résolution d'action et de situation qui est un développement très poussé de la Charte angoumoise.
Il est extrêmement détaillé et simulationniste ce qui est une marque de fabrique de Légendes et qui valut d'ailleurs à ce jeu supporteurs passionnés ainsi que détracteurs virulents(Voir également Simulationnisme).

### La création des personnages
La création des personnages distingue huit dons et sept caractéristiques (obtenues par un mélange de hasard et de répartitions de points), et de nombreux facteurs dérivés (souffle, fatigue, diverses performances physiques et sportives…) ainsi que, par exemple dans Légendes Celtiques (la première civilisation proposée) plus de soixante-dix compétences, dont près de vingt pour le seul combat et maniement des armes. Précisons également que ces différents critères sont déclinés en quatre niveaux (normal, -25 %, -50 %, -75 %) selon l'état physique et mental du personnage.
S'y ajoutent évidemment divers éléments comme le nom, le sexe, l'âge, le statut social, l'équipement…
Cette phase de création de personnage prend d'une demi-heure à une heure voire davantage pour des joueurs inexpérimentés, ce qui a contribué à rebuter nombre d'entre eux. Conscient de ce handicap pour le jeu, Philippe Mercier, l'un des auteurs, a proposé dans le magazine Casus Belli un schéma directeur de création avec la compilation des formules correspondantes pour faciliter et accélérer (un peu) le processus.

### Le mécanisme de résolution des actions et des situations
Le mécanisme de résolution utilise principalement le dé à vingt faces (et ressemble un peu à celui de Bushido). Pour toute action, la marge de réussite est égale à son score dont on ôte le résultat du dé
mr = score - dé
un 1 est une réussite critique et un 20 un échec critique. On peut modifier le résultat ou interpréter la marge de réussite ou d'échec avec la Charte angoumoise. Il existe également une utilisation occasionnelle du d100 (dé à cent faces, en pratique, deux dés à dix faces), par exemple pour chiffrer l'expérience acquise lors de l'utilisation d'une compétence en situation critique.

## Univers
Le jeu était accompagné d'un livre de civilisation, Légendes Celtiques écrit par Stéphane Daudier, Marc Deladerriere et Jean-Marc Montel, illustré par Jacques Penalba, Lefko et Didier Guiserix.
En 1984, Jean-Marc Montel publia un autre livret de civilisation Légendes des 1001 Nuits sur les civilisations arabo-musulmanes approximativement entre l'an 550 et l'an 1100. Les illustrations sont à nouveau de Jacques Penalba et Didier Guiserix, rejoints pour ce volume par Gilles Latussier.
Légendes Celtiques et Légendes des 1001 nuits sont des univers historiques très fouillés et réalistes au regard de la vie quotidienne et des événements historiques. La dimension fantastique intervient par le biais des croyances de l'époque qui sont tout simplement considérées comme réelles, comme le bestiaire fantastique et la magie. C'est également la position adoptée par un autre jeu de rôle français contemporain Avant Charlemagne.
Notons qu'il est possible, pour des joueurs qui le souhaiteraient, de faire abstraction de la magie et des monstres ou autres animaux et créatures fantastiques pour disposer ainsi d'univers de jeu complètement historiques et réalistes.
Les trois univers proposés par la collection Premières Légendes (voir plus loin), à savoir le Moyen Âge occidental, les mondes celte et égyptien antiques s'inscrivent également dans cette perspective. C'est aussi le cas des versions amateurs (voir plus loin) avec des nuances pour la civilisation polynésienne.
Pour l'anecdote, on peut indiquer que  l'équipe de Légendes a proposé un sondage comprenant entre autres une question sur les souhaits des joueurs en matière de civilisations à adapter au système Légendes. Près d'une vingtaine de propositions y figuraient dont La Table Ronde, L'Inde, Les Aztèques et Mayas, la Grèce Antique par exemple mais aussi le Western, les corsaires et même des « Légendes du Futur (S.F.) ».

## Scénarios
Pour Légendes Celtiques :
- Les Otages, un premier scénario d'initiation, qui est rapidement venu compléter le coffret de base Légendes Celtiques
- Le Trèfle Noir, suite du scénario Les Otages
- L'Œil de Balor
- À la Poursuite de Conn Ruadan
- Le Signe du Serpent, une campagne de trois scénarios

Pour Légendes des 1001 Nuits :
- Les Tours du Silence, un scénario fourni avec le livret de civilisation Légendes des 1001 Nuits
- Akenaton
- Aden

## Accessoires
Outre du matériel spécifique à certains scénarios (l'écran additionnel pour Le Signe du Serpent), il existe des feuilles de personnages adaptées à chaque civilisation (celle pour Légendes Celtiques formait à l'origine la couverture du scénario Les Otages).
Un écran pour Légendes Celtiques reprenant des illustrations de Jacques Penalba et Didier Guiserix a également été publié.

## CollectionPremières Légendes
Par la suite, Jeux Descartes proposa une autre collection appelée Premières Légendes fondée sur un système de jeu plus facile d'accès (bien qu’encore très simulationniste en regard des autres systèmes de jeu contemporains). La création des personnages, en particulier, est plus rapide et moins complexe. Cette collection, dite de « jeu d'aventure » d'ailleurs et non plus de « jeu de rôle », a proposé à ce jour trois univers : 
- Légendes de la Table Ronde, 1986 par Anne Vétillard, pour le Moyen Âge arthurien,
  - Outre le scénario L'Héritière, fourni avec la boîte, ont été publiés un écran, des accessoires aux joueurs et au Maître de Jeu ainsi que deux autres scénarios : Le Charognard et Les Chevaliers de l'Orage ;
- Légendes Celtiques, 1987 par Stéphane Daudier, toujours pour la civilisation celte protohistorique,
  - Outre le scénario L'Alliance, fourni avec la boîte, ont été publiés un écran, des accessoires aux joueurs et au Maître de Jeu ainsi que trois autres scénarios : La Longue Traque, Le Prix du Sang et La Malédiction de Cahir ;
- Légendes de la Vallée des Rois, 1988 par Christian Caroli pour la civilisation de l'Égypte Antique,
  - La boîte contenait le scénario La Prêtresse Oubliée.

Les systèmes de jeu de Légende et de Premières Légendes, malgré de nombreuses parentés, ne sont pas immédiatement compatibles. Dans son banc d'essai Premières Légende, Finn, un Maître des Légendes renommé, parle de « semi compatibilité à sens unique ». Il souligne que si un personnage peut être adapté d'un système à l'autre en une dizaine de minutes, ce n'est valable « que dans le sens Légendes vers Premières Légendes ; dans l'autre sens, il faudra refaire les calculs… sans parler de l'adaptation des modules déjà existants. »
Il existe en outre des sortilèges et des compétences supplémentaires et certaines qui ont été supprimées dans Premières Légendes. Précisons cependant que ce problème éventuel de compatibilité ne se pose réellement que pour la civilisation celtique dans la mesure où seul cet univers a été proposé dans les deux collections.

## Versions amateurs
Il existe aussi une version amateur sur la civilisation grecque, Légendes des Cités ainsi qu'une version amateur sur la civilisation polynésienne, Légendes Tahitiennes. Une version amateur sur la préhistoire intitulée Légendes Préhistoriques ou Légendes à l'Aube de l'Humanité ou encore Légendes des Âges Farouches (en référence à Rahan) a été expérimentée dans un cercle associatif au début des années 2000, mais n'a jamais été complètement formalisée.